# Sâmbăta, Bihor
Sâmbăta (în maghiară Szombatság) este satul de reședință al comunei cu același nume din județul Bihor, Crișana, România.

## Demografie
Conform datelor recensământului din anul 1992, satul Sâmbăta avea un număr de 467 locuitori, dintre care 333 ortodocși (71,3%), 130 greco-catolici (27,8%), doi penticostali, un evanghelic și un romano-catolic. Deși în localitate existau două biserici, partea ortodoxă s-a opus după 1990 ca parohia greco-catolică să-și redobândească lăcașul de cult.

## Vezi și
- Biserica de lemn din Sâmbăta

## Galerie de imagini

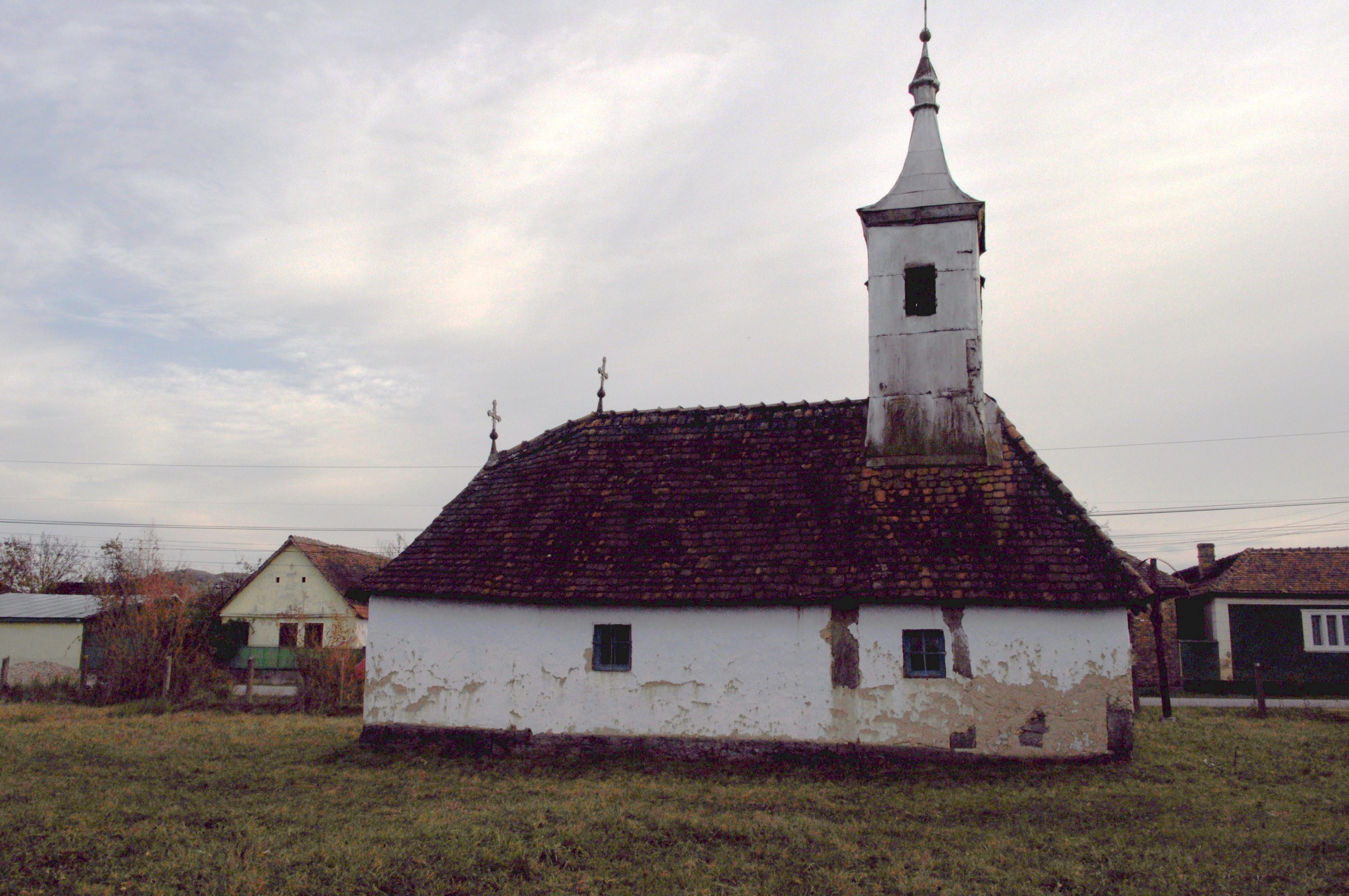
Biserica de lemn
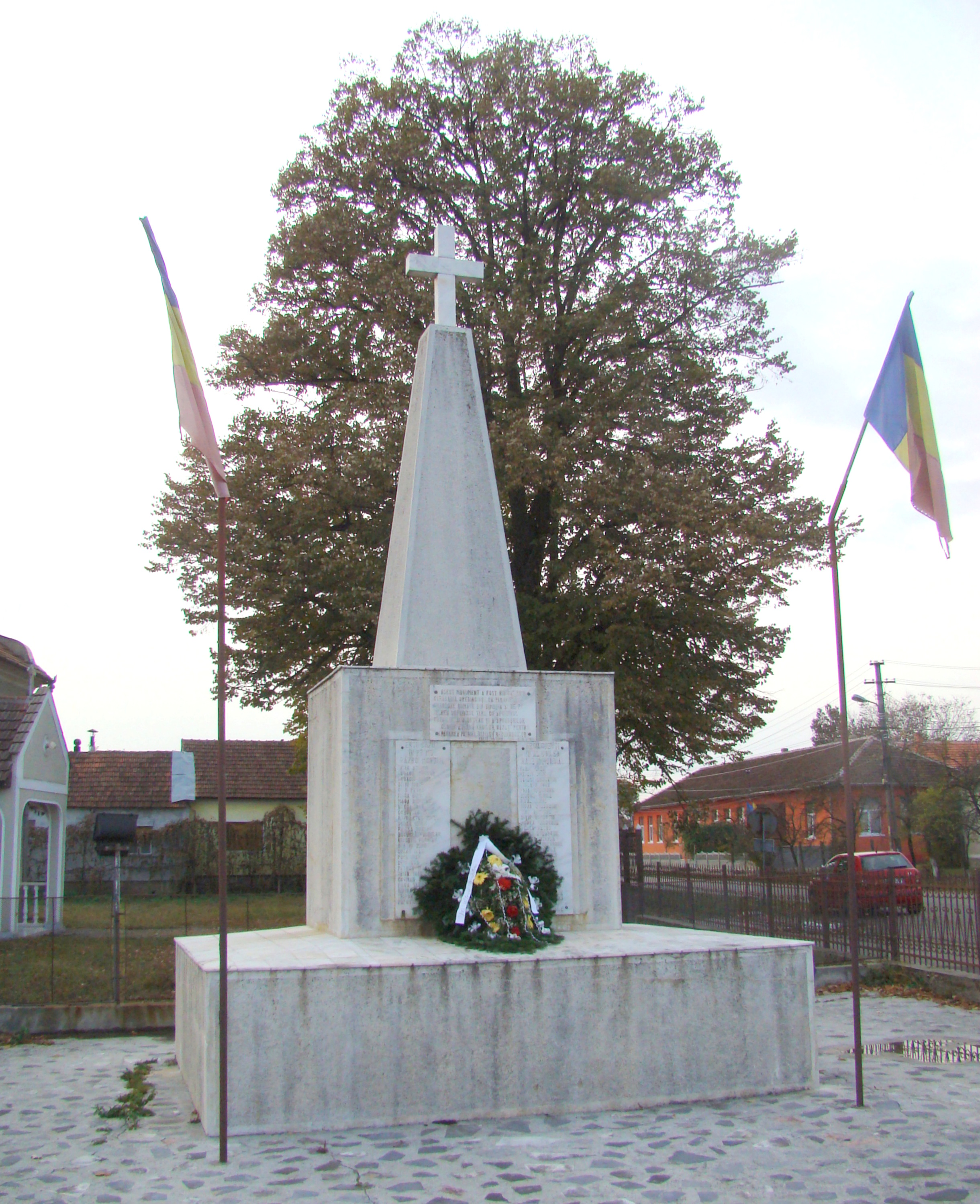
Monumentul Eroilor
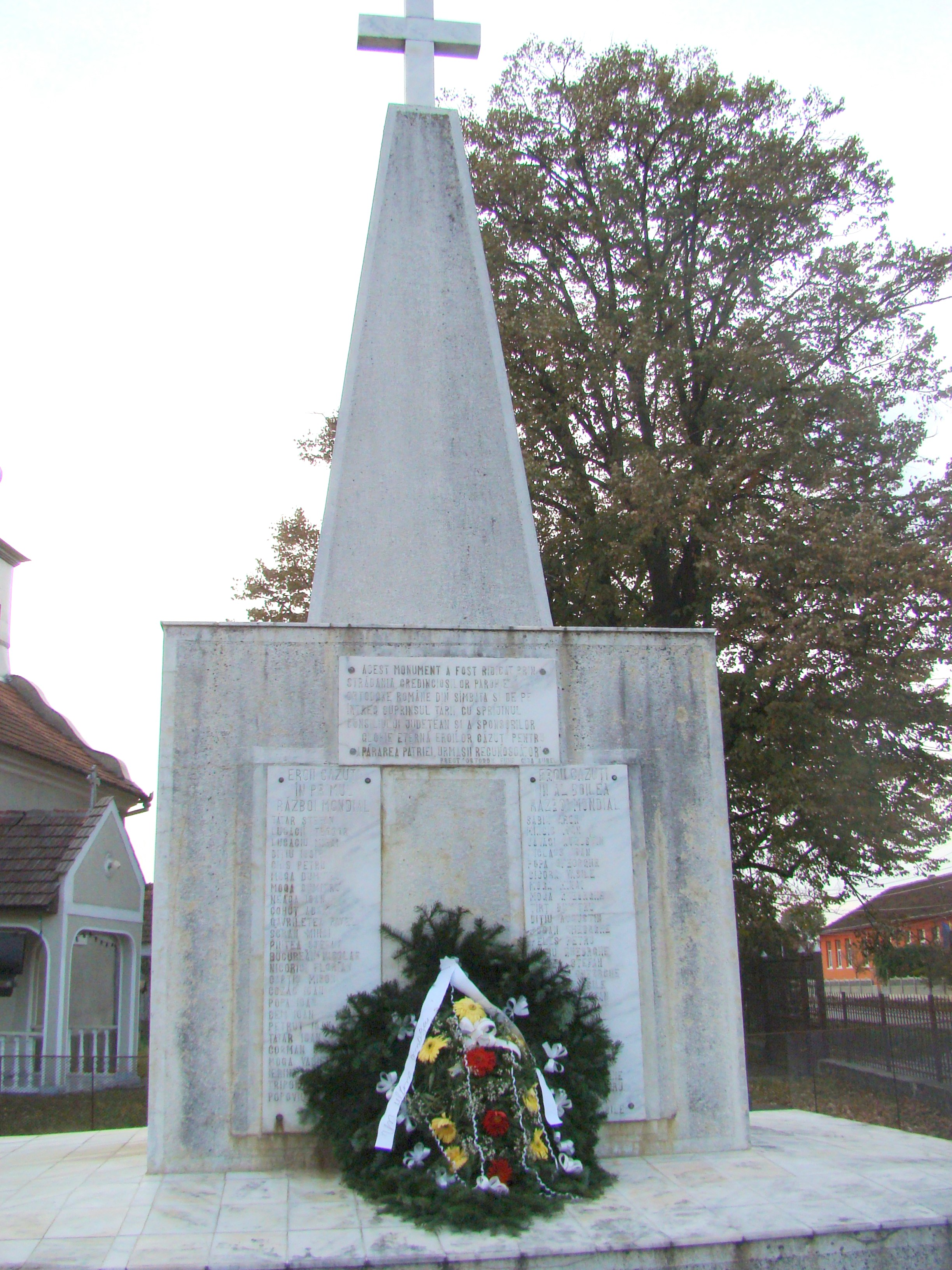
Monumentul Eroilor
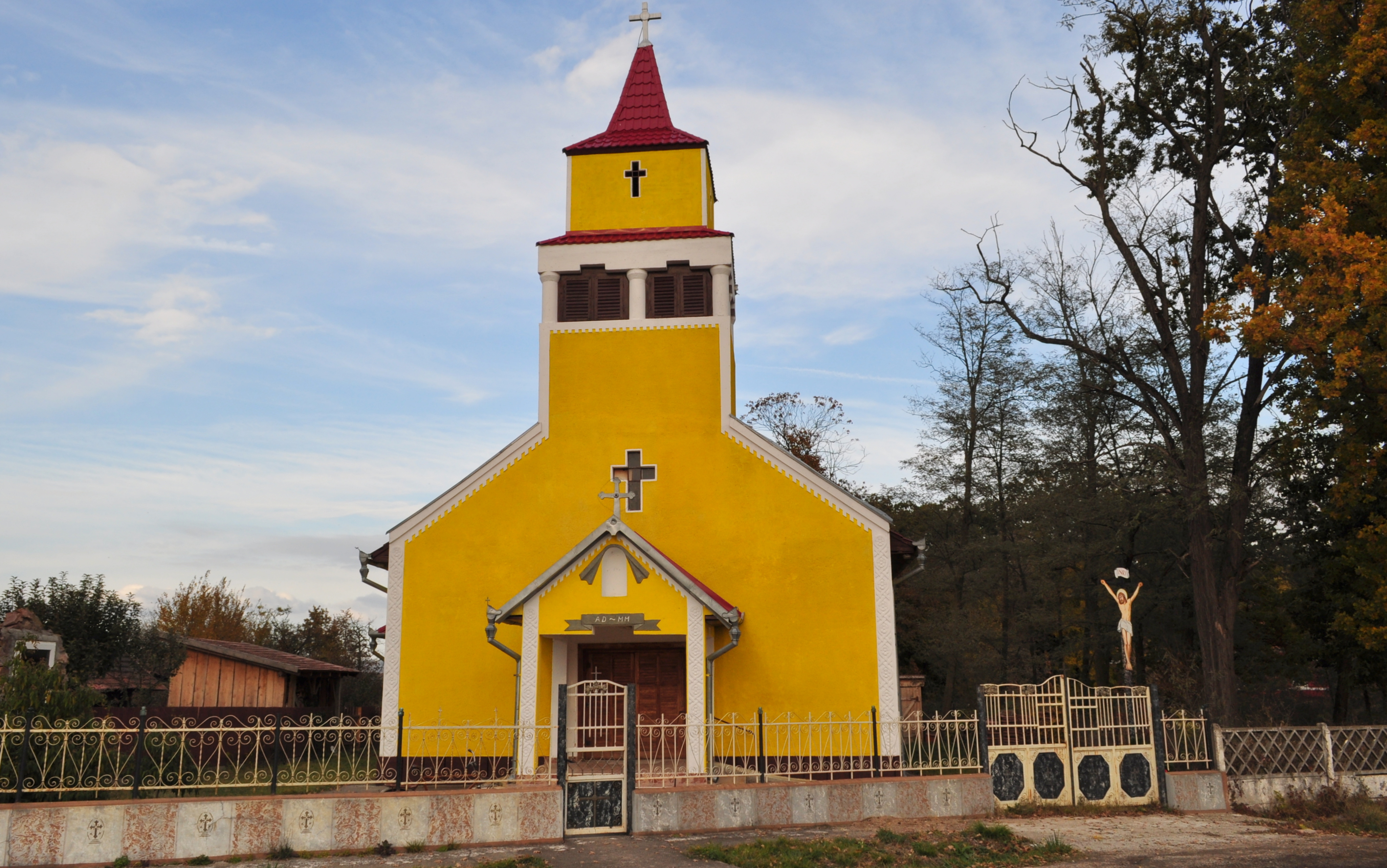
Biserica greco-catolică
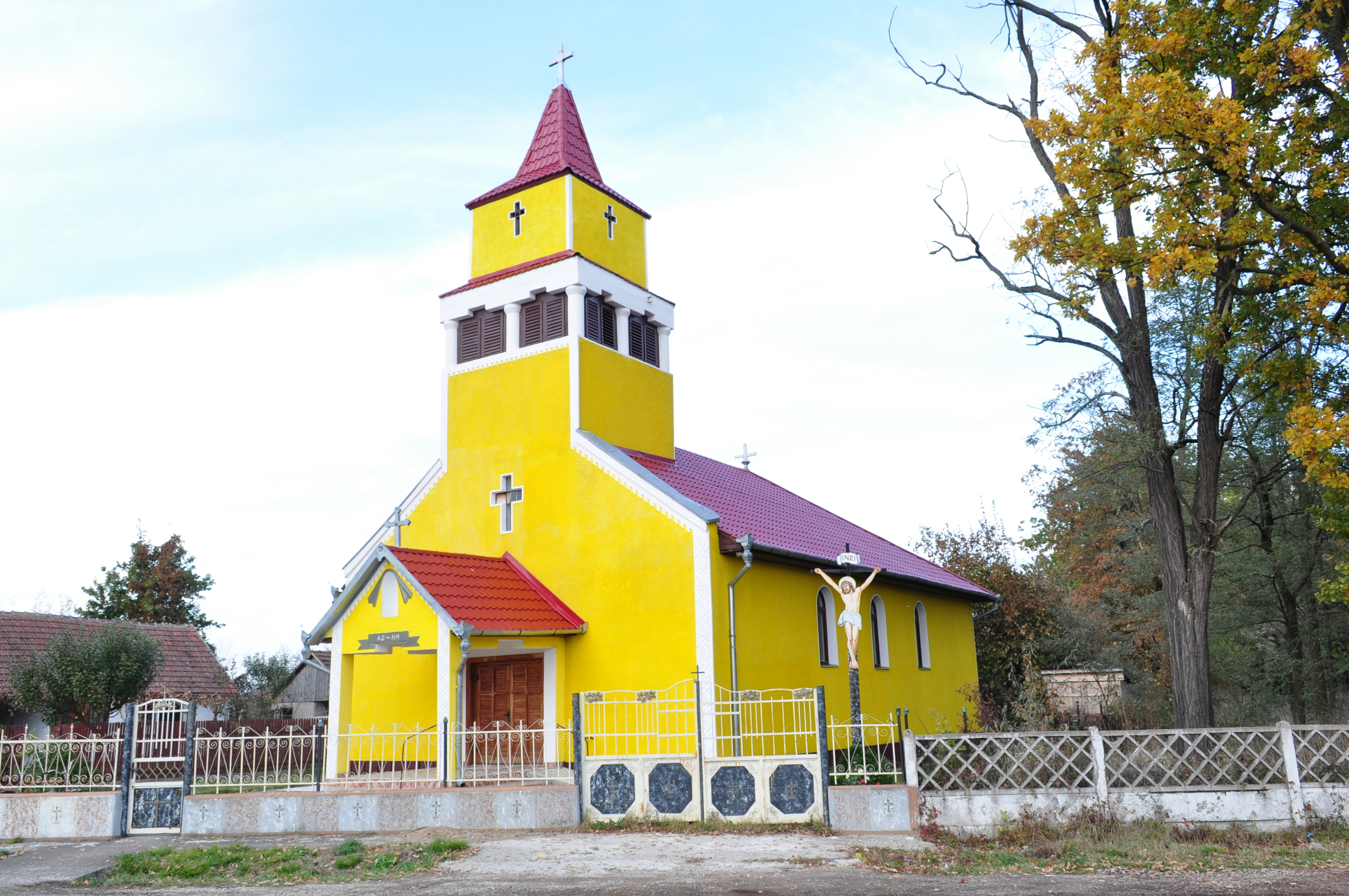
Biserica greco-catolică